# Epilobium turkestanicum
Epilobium turkestanicum är en dunörtsväxtart som beskrevs av V.K. Pazij och Vved.. Epilobium turkestanicum ingår i släktet dunörter, och familjen dunörtsväxter. Inga underarter finns listade i Catalogue of Life.